# 徐宗士
徐宗士（1910年—？），曾用名世平，男，上海奉贤人，中国政治学家，曾任南京大学教授、复旦大学教授，中国政治学会顾问。